# 122-mm-Kanone D-74
Die 122-mm-Kanone D-74 (russisch 122-мм пушка Д-74) ist eine 122-mm-Feldkanone, die Anfang der 1950er-Jahre in der Sowjetunion entwickelt wurde. Im Westen wurde sie unter dem Namen M1955 bekannt, da sie erstmals 1955 beobachtet wurde.

## Entwicklung
Der Ursprung der D-74-Kanone liegt im Projekt „Duplex“ (russisch дуплекс) aus dem Jahr 1946. Ziel dieses Projektes war die Entwicklung von zwei Geschützen im Kaliber 122, 130 oder 152 mm mit derselben Lafette. Mit dem neuen Modell sollten die Geschütze A-19 und ML-20 der Korpsartillerie ersetzt werden. Zwei Konstruktionsbüros entwickelten bis 1950 Prototypen: Das SKB-172 die Modelle 152-mm-Kanone M-47 und 130-mm-Kanone M-46 sowie das OKB-9 die Modelle D-72 (Kaliber 152 mm) und D-74 (Kaliber 122 mm). Die Hauptverwaltung für Raketen und Artillerie (GRAU) entschied, dass in der Korpsartillerie der Sowjetarmee zukünftig die 130-mm-Kanone M-46 verwendet werden sollte. Weiter entschied die GRAU, dass einer der Entwürfe aus dem OKB-9 (Werk Nr. 9) die Geschütze D-1 und ML-20 der Divisionsartillerie ersetzen sollte. Daraufhin wurden ab 1953 zwei Batterien D-72 und D-74 bei Feldversuchen getestet, was bis 1955 dauerte. Danach wurde bis 1956 eine Kleinserie von 32 D-72 und 64 D-74 im Werk Nr. 221 produziert. Im selben Jahr entschied sich die GRAU für den Entwurf der D-72, und das Geschütz wurde unter der Bezeichnung 152-mm-Kanonenhaubitze M1955 (D-20) bei der Sowjetarmee eingeführt. Die D-74 wurde daraufhin ausschließlich für den Export produziert, und die Exemplare der Sowjetarmee wurden an befreundete Staaten abgegeben.

## Varianten
- D-74: Version aus der Sowjetunion aus dem Jahr 1956.
- Type 60: Lizenzbau aus der Volksrepublik China.[4]

## Technik

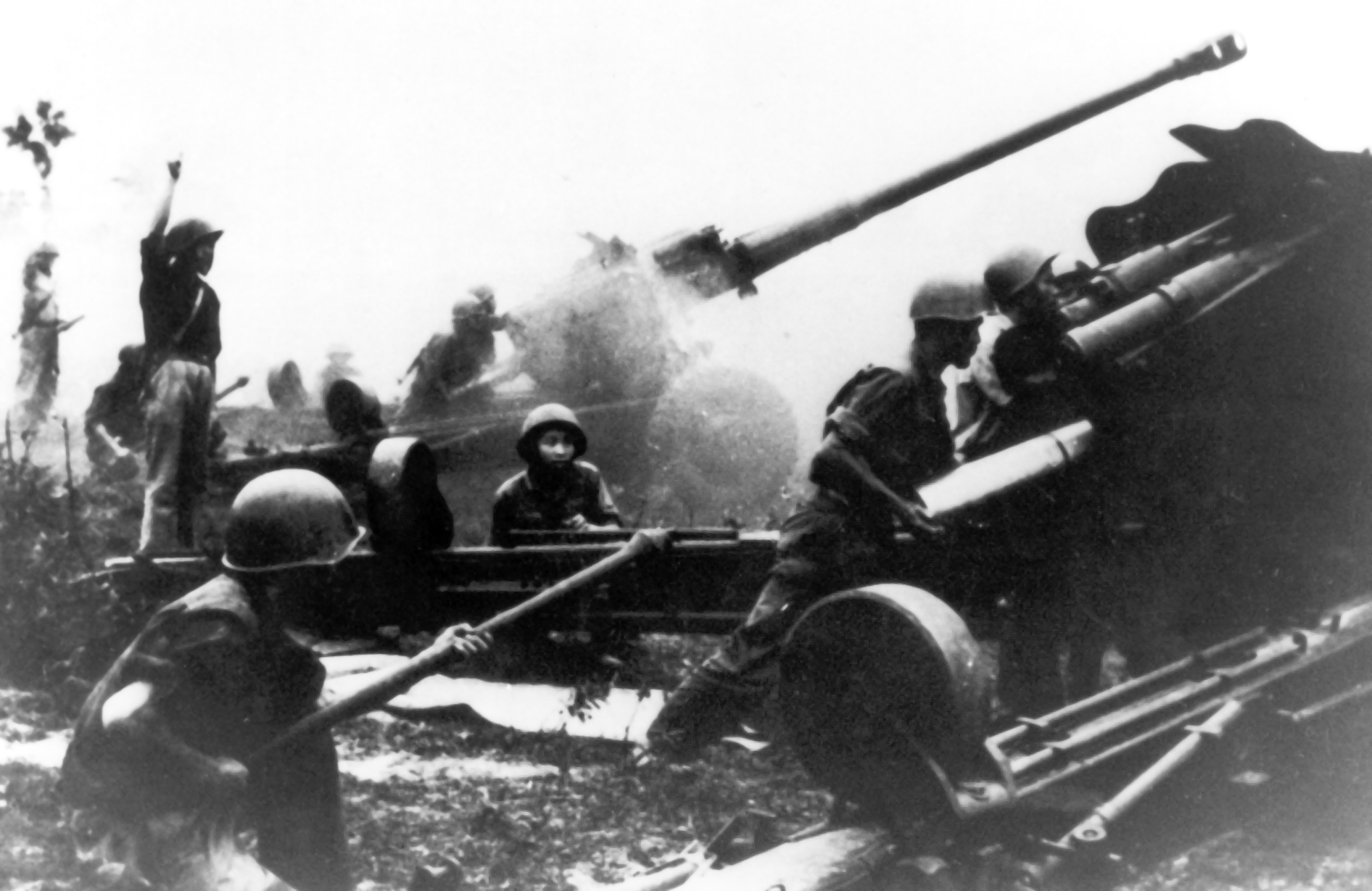
D-74 der Vietnamesischen Volksarmee im Vietnamkrieg

Die D-74 ist eine konventionelle Feldkanone mit Kraftzugsystem. Sie zeigt das übliche Muster einer zweirädrigen Spreizlafette aus der Anfangszeit des Kalten Krieges. Die D-74 verwendet dieselbe Lafette wie die 152-mm-Kanonenhaubitze M1955 (D-20) sowie eine abgeänderte Ausführung des 2A17 (M-62-T2)-Geschützrohres der Panzerkanone des T-10. Das Geschütz wiegt in schussbereiter Stellung 5500 kg und im gezogenen Zustand 5550 kg. Im gezogenen Zustand hat das Geschütz eine Länge von 9,88 m sowie eine Höhe von 2,35 m. Die Bodenfreiheit misst 400 mm und die Breite auf der Fahrbahn beträgt 2,35 m. Zum Straßentransport können Lastkraftwagen der Modelle Ural-375, KrAZ-255, und KrAZ-260 oder die Kettenfahrzeuge AT-L oder AT-T verwendet werden. Beim Straßentransport sind die beiden Holme nach hinten geklappt und ruhen auf der Anhängerkupplung des Zugfahrzeugs. Die maximal zulässige Zuggeschwindigkeit beträgt 60 km/h auf der Straße und 20 km/h im Gelände.

### Geschütz
Die D-74 verwendet ein Geschützrohr mit 52 Kaliberlängen (L/52) mit Zügen und am Geschütz ist ein Schussschild montiert. Das Geschützrohr ist aus hochfestem Stahl gefertigt. Das Kaliber beträgt 121,92 mm, was 48 Linien entspricht. Bei der Rohrwiege sind am Geschützrohr zwei hydropneumatische Rohrbremsen und Rohrvorholer montiert. Der Seitenrichtbereich beträgt ±29°. Der Höhenrichtbereich liegt zwischen −5 und +45°. Am Bodenstück befindet sich die Ladungskammer mit dem halbautomatischen, vertikalen Keilverschluss. Links neben der Rohrwiege befindet sich die Visiereinrichtung. Für indirektes Feuer wird die PG-1M-Visieranlage mit dem K1-Kollimator verwendet. Mit dem OP-4M-Zielfernrohr können Ziele auf eine Distanz von rund 1,1 km im direktschussen Richten bekämpft werden.
Um das Geschütz feuer- oder fahrbereit zu machen, benötigt die 10-köpfige Bedienmannschaft jeweils rund 3 Minuten. Um das Geschütz in der Stellung auszurichten, sind an beiden Holmen zwei Hilfsräder montiert. Diese werden, nachdem das Geschütz in der richtigen Position ist, hochgeklappt. Beim Schießen sind die Haupträder angehoben und die D-74 stützt sich vorn auf eine von der Unterlafette abgesenkte Schießplattform. Am Ende der Holme sind zwei Erdsporne angebracht, die die Rückstoßkraft in das Erdreich ableiten. Zusätzlich wird der Rückstoß durch eine Zweikammer-Mündungsbremse gemindert. Der Rohrrücklauf beträgt 910 bis 950 mm.
Das Geschütz wird von den Kanonieren manuell geladen. Kurzzeitig ist eine Schussfolge von 8 Schuss pro Minute möglich. Danach muss die Schussfolge, infolge der thermischen Beanspruchung des Geschützrohres, auf 2 bis 4 Schuss pro Minute reduziert werden. Mit der D-74 können innerhalb einer Stunde 75 Schuss abgefeuert werden.

### Munition
Die D-74 verwendet halbgetrennte Munition mit Kartuschen aus Messing. Die Kartuschen werden vor dem Ladevorgang mit Treibladungsbeuteln bestückt. Beim Ladevorgang wird die beladene Kartusche auf das Geschoss aufgesteckt. Der beim Abschuss maximal zulässige Gasdruck beträgt 3.150 bar. Nach der Schussabgabe wird die leere Kartusche automatisch ausgeworfen und kann neu beladen werden. Für die D-74 wurde die folgende Munition entwickelt:
| Kompletter Schuss | Geschoss  | Geschosstyp                     | Gewicht | Füllung        | {\displaystyle v_{0}} | Schussdistanz |
| ----------------- | --------- | ------------------------------- | ------- | -------------- | --------------------- | ------------- |
| 53-WOF-472        | 53-OF-472 | Sprenggranate                   | 27,3 kg | 3,0 kg TNT     | 885 m/s               | 23,9 km       |
| 53-WBR-472        | 53-BR-472 | Panzerbrechende Granate (APC-T) | 25,1 kg | 0,12 kg A-IX-2 | 885 m/s               | 1,1 km        |

Neben den oben aufgeführten Geschossen kann die D-74 auch die Munition der A-19, M-30 und D-30 verschießen.

## Nutzerstaaten
- Albanien – unbekannte Anzahl (z. T. aus sowjetischen Beständen)
- Algerien – 30
- Ägypten – unbekannte Anzahl
- Bulgarien – unbekannte Anzahl
- Demokratische Republik Kongo – 25 D-74 und Type 60
- Deutsche Demokratische Republik – unbekannte Anzahl
- Irak – unbekannte Anzahl
- Iran – 40 Type 60
- Kambodscha – unbekannte Anzahl Type 60
- Kuba – unbekannte Anzahl (z. T. aus sowjetischen Beständen)
- Libyen – 60
- Mauretanien – 25
- Nigeria – 100
- Nordkorea – 300
- Pakistan – 200 Type 60
- Polen – unbekannte Anzahl
- Peru – unbekannte Anzahl
- Rumänien – unbekannte Anzahl
- Simbabwe – 25 Type 60
- Somalia – 10 (aus sowjetischen Beständen)
- Sudan – 6 (aus irakischen Beständen)
- Syrien – unbekannte Anzahl
- Tschad – 8
- Ungarn – unbekannte Anzahl
- Vietnam – 200
- Volksrepublik China – unbekannte Anzahl M-46 und Type 60

Quellen: